# Guldmantlad flaggpapegoja
Guldmantlad flaggpapegoja (Prioniturus platurus) är en fågel i familjen östpapegojor inom ordningen papegojfåglar.

## Utseende och läte
Guldmantlad flaggpapegoja är liksom andra arter i släktet en udda papegoja med två tunna spatelförsedda stjärtpennor. Fjäderdräkten är mestadels grön med silvergrå näbb. Hanen uppvisar även guldgul antrykning på ryggen och en liten röd fläck på hjässan. På norra Sulawesi överlappar den med guldbröstad flaggpapegoja, men denna är större och har just en guldgul fläck på bröstet. Arten är ljudlig med gälla "kleer" och vassa "kip".

## Levnadssätt
Guldmantlad papegoja hittas i skogar, skogsbryn och hyggen i låglänta områden och bergstrakter. Den påträffas i par och grupper i trädtaket.

## Utbredning och systematik
Guldmantlad flaggpapegoja är endemisk för Indonesien. Den delas in i tre underarter med följande utbredning:
- Prioniturus platurus talautensis – förekommer i Talaudöarna (norra Moluckerna)
- Prioniturus platurus platurus – förekommer på Sulawesi, Togianöarna, Banggaiöarna och intilliggande öar
- Prioniturus platurus sinerubris – förekommer i Sulaöarna (Taliabu och Mangole)

## Status och hot
Arten har ett stort utbredningsområde, men tros minska i antal, dock inte tillräckligt kraftigt för att den ska betraktas som hotad. Internationella naturvårdsunionen IUCN listar arten som livskraftig (LC).